# Carlos Aitor Castillo
Carlos Aitor Castillo Gaubeka, (Lima, 8 de junio de 1913 - Lima, 14 de mayo del 2000) fue un pintor y crítico de arte peruano. 

## Biografía
Nacido en Lima, fue el octavo y último hijo del célebre pintor peruano Teófilo Castillo Guas y de la dama española María Gregoria Gaubeka. Su madre era del país vasco; de ella provino su segundo nombre Aitor, típicamente vasco, pero que es casi desconocido en el resto del mundo hispano.
En 1920, con apenas siete años de edad, se trasladó con sus padres a la Argentina, radicándose en Tucumán, donde cursó sus estudios escolares. Su padre falleció al cabo de dos años, por lo que su niñez y juventud se vio signada por el sacrificio y su deseo de superación. Inicialmente se dedicó a la fotografía, oficio que legara su padre y que cultivaba su hermano mayor, pero sus horas libres los dedicaba a la pintura. 
Decidida su vocación por la pintura, pasó a Buenos Aires en 1940, para seguir estudios libres de dibujo y pintura en la Sociedad Argentina de Artistas Plásticos, y también de Historia del Arte en la Facultad de Filosofía y Letras de la Universidad de Buenos Aires. Trabajó en diferentes oficios.
En 1948 volvió a Tucumán e ingresó al Instituto Superior de Arte de la Universidad Nacional de Tucumán, entonces dirigido por el destacado pintor Lino Enea Spilimbergo, bajo cuya dirección amplió y afianzó sus horizontes profesionales. La misma Universidad lo empleó como dibujante y a la vez como director de la Escuela Infantil de Artes Plásticas de la provincia de Tucumán.
En 1950 retornó al Perú, donde prosiguió su carrera de pintor. Su primera exposición en Lima la realizó en la Asociación Nacional de Escritores y Artistas (ANEA), en mayo de 1951.
En 1954 fue nombrado profesor de la Escuela Nacional de Bellas Artes de Lima, que atendió hasta su jubilación, en 1984. Fue director de la misma entre 1980 y 1983. Asimismo, fue crítico de arte, habiendo sido publicado sus artículos en los diarios El Comercio, La Prensa, La Crónica y la revista Caretas. Ha ensayado también la escenografía y la dirección de escena en las presentaciones del grupo Nuevo Teatro.
Presentó muestras de sus obras en Nueva York, Washington D. C., París y Tel-Aviv. Asistió a las VI y VII bienales de Sao Paulo, así como a exposiciones colectivas en México, Colombia y otros países.

## Su ideario artístico
Carlos Aitor Castillo consideraba que el artista debe saber conciliar lo universal con lo nacional para alcanzar realizaciones trascendentales. En efecto, su pintura ha pasado por casi todos los ismos o escuelas, pero sin dejar de atender a la influencia de las tradiciones locales. Inicialmente practicó un figurativismo atento a los hombres y paisajes urbanos y rurales del norte argentino, para luego adscribirse al arte abstracto, aunque luego volvió al paisaje y las figuras expresionistas, de cuyo espíritu derivan sus «Guerreros Indígenas» que produjo entre 1964 y 1968 y que consideraba como una contribución auténtica de pintura peruanista.

## Premios y distinciones
- Primeros premios en los salones de Tucumán y Santiago (Argentina)
- Primer premio y medalla de oro en el 2.° Salón Municipal de Lima.
- Miembro de honor de la fundación Miguel Lillo de Tucumán - Argentina (1991)
- Medalla de oro como profesor emérito de la Escuela Nacional de Bellas Artes de Lima (1992).
- Medalla de Oro del Club de Leones de Lima.

## Apreciación crítica
Un trazo fuerte y seguro, formas estructuradas con solidez, color limpio, intenso y contrastado, una composición organizada con esmerado equilibrio, son los valores esenciales que destacan la pintura vigorosa y expresiva del señor Carlos Aitor Castillo.

Sus formas abstractas puramente artísticas, las ha tornado en los últimos tiempos hacia un figurativismo expresivo dentro de una temática indigenista. Sus guerreros incaicos son una prueba de ello. Por otro lado, cabe destacar su amplio dominio del color, su sentido espontáneo para expresar cierto espíritu de drama y de tragedia a través de un aparente ánimo festivo de sus personajes. Una intensa sensibilidad estética y humana se percibe en su obra.
Juan Villacorta Paredes, 1972